# Mieczysław Janowski
Mieczysław Edmund Janowski (ur. 16 listopada 1947 w Zduńskiej Woli) – polski polityk i samorządowiec, inżynier, w latach 1991–1999 prezydent Rzeszowa, senator IV i V kadencji Senatu, od 2004 do 2009 poseł do Parlamentu Europejskiego.

## Życiorys
Ukończył w 1972 studia na Wydziale Mechanicznym Energetyki i Lotnictwa Politechniki Warszawskiej. Podjął po nich pracę w Wytwórni Sprzętu Komunikacyjnego PZL Rzeszów. Od 1973 pracował jako nauczyciel akademicki na Politechnice Rzeszowskiej, w 1980 został doktorem nauk technicznych. W latach 1995–1997 był członkiem Komitetu Badań Naukowych. Należał do grona założycieli Fundacji Rozwoju Ośrodka Akademickiego w Rzeszowie, która przyczyniła się do powstania Uniwersytetu Rzeszowskiego.
Od 1990 zasiadał w radzie miejskiej, w latach 1991–1999 był prezydentem Rzeszowa, jednocześnie członkiem zarządu Związku Miast Polskich. Przystąpił m.in. do Akcji Katolickiej, Stowarzyszenia „Wspólnota Polska”, Stowarzyszenia Rodzin Katolickich, Stowarzyszenia Inżynierów i Techników Mechaników Polskich. W 1997 został wybrany do Senatu RP (jako reprezentant województwa rzeszowskiego) z listy Akcji Wyborczej Solidarność, w Senacie był przewodniczącym Komisji Samorządu Terytorialnego i Administracji Państwowej. Ponownie uzyskał mandat senatora w 2001, tym razem jako kandydat Bloku Senat 2001 w okręgu rzeszowskim. W 2001 na krótko objął stanowisko przewodniczącego Ruchu Społecznego AWS (działał w tej partii w latach 1998–2003). W V kadencji Senatu w Komisji Samorządu Terytorialnego i Administracji Państwowej pełnił funkcję wiceprzewodniczącego. W 2004 uzyskał mandat posła do Parlamentu Europejskiego, kandydując z listy Prawa i Sprawiedliwości w województwie podkarpackim. W 2009 bezskutecznie ubiegał się o reelekcję w tym samym okręgu z ramienia Polskiego Stronnictwa Ludowego.
Żonaty, ma czworo dzieci (córki Joannę i Weronikę, synów Krzysztofa i Mateusza). Został odznaczony m.in. Brązowym Krzyżem Zasługi, a w 2017 Krzyżem Kawalerskim Orderu Odrodzenia Polski.